# کاسگرکلا
کاسگرکلا، روستایی است از توابع بخش مرکزی شهرستان قائم‌شهر در استان مازندران ایران.این روستا در کنار رودخانه سیاهرود قرار دارد و بنا بر اکتشافات و حفاری های انجام شده قدمت سکونت در این منطقه بسیار طولانی میباشد.

## جمعیت
این روستا در نوکندکلا قرار داشته و براساس آخرین سرشماری مرکز آمار ایران که در سال ۱۳۸۵ صورت گرفته، جمعیت آن ۵۶۴نفر (۱۶۲خانوار) بوده‌است.